# Karigo
株式会社Karigo（英: Karigo Corporation）はバーチャルオフィスやレンタルオフィスなどのオフィスサービスを提供する日本の企業である。

## 概要
全国63拠点以上のバーチャルオフィスを展開する企業である。起業家やフリーランス、中小企業向けにバーチャルオフィスやレンタルオフィス、貸会議室などのスペースサービス事業。転送電話やおまかせ電話代行、秒速FAX（インターネットFAX）などの通信サービス事業も提供している。

## 事業
2006年に東京都中央区銀座に初の拠点を開設。株式会社Karigoが設立された。現在は全国62拠点を構え北は北海道、南は沖縄まで拠点展開を行っており、2025年現在、東京、神奈川、大阪、愛知、福岡など計18都市に拠点を有している。2023年8月には埼玉　川越店を新規オープンしている。

## 事業内容
- スペースサービス事業
- バーチャルオフィス
- レンタルオフィス
- 自習室
- 貸会議室
- 通信サービス事業
- 転送電話
- おまかせ電話代行
- 秒速FAX
- バックオフィス事業
- 登記簿謄本取得代行

## 企業理念
企業理念としてウェブサイト上には以下の通り記されている。

「挑戦者に笑顔を」
「果敢に挑む挑戦者が1歩でも多く笑顔で歩めれば」と挑戦者の笑顔を創る事をミッションとしている会社です。
何かに挑戦すると言う事は、挑戦する時点で生易しい事ではないかもしれません。
人により挑戦の定義も内容も覚悟も違います。
挑戦する事で失敗や苦悩、挫折もありながら、喜びや楽しみもあります。
そんな挑戦者の旅路を少しでも笑顔に出来たら。
そう考え、わたしたちはわたしたちなりに挑戦者をサポートし、価値を提供し、
少しでも夢や目標の実現のお手伝いが出来たらと活動しております。
創業当時から挑戦している人たちを支援し、
私たち自身、公私ともに挑戦していく社風でありたいと想いを込めた理念です。